# Smear Campaign
Smear Campaign è il dodicesimo album in studio dei Napalm Death, pubblicato il 18 settembre 2006.
Venne messo in commercio sia come normale CD, sia come digipak contenente due tracce bonus ed un adesivo della copertina. Esistono, inoltre, versioni della copertina con differenti colorazioni.

## Tracce
1. Weltschmerz – 1:27
2. Sink Fast, Let Go – 3:22
3. Fatalist – 2:50
4. Puritanical Punishment Beating – 3:25
5. When All Is Said and Done – 3:00
6. Freedom Is the Wage of Sin – 3:08
7. In Deference – 3:13
8. Short-Lived – 3:05
9. Identity Crisis – 2:43
10. Shattered Existence – 3:10
11. Eyes Right Out – 3:13
12. Call That an Option? – 3:02
13. Warped Beyond Logic – 1:59
14. Rabid Wolves (For Christ) – 1:23
15. Deaf and Dumbstruck  (Intelligent Design) – 2:45
16. Persona non grata – 2:46
17. Smear Campaign – 2:47

## Formazione
Gruppo
- Mark "Barney" Greenway – voce
- Shane Embury – basso
- Mitch Harris – chitarra, backing vocals
- Danny Herrera – batteria

Altri musicisti
- Anneke van Giersbergen – guest vocals su Weltschmerz e In Deference